# Taurisano
Taurisano (Taurisanu in dialetto salentino) è un comune italiano di 11 094 abitanti della provincia di Lecce in Puglia.
Situato nel basso Salento, ha ricevuto il titolo di città nel 2004 dal presidente della Repubblica Carlo Azeglio Ciampi.

## Geografia fisica

### Territorio
Il comune di Taurisano è inserito nel cuore delle serre salentine, delimitato a ovest dalla serra di Ugento e a est dalla serra di Ruffano. Il territorio comunale, che occupa una superficie di 23,32 km², è compreso tra gli 80 e i 169 metri sul livello del mare. L'abitato è posto ad una quota compresa tra i 130 metri s.l.m. della periferia orientale e i 110 metri s.l.m. di Piazza Castello. Il substrato geologico del territorio è costituito da calcari, calcari dolomitici e dolomie del Cretaceo; su queste strutture si poggiano i livelli pleistocenici di calcareniti organogene, argille e terre rosse. La natura carsica del territorio si manifesta con la presenza di inghiottitoi, voragini (Giardino della corte), doline e grotte (Santa Lucia, Pietra l'Aia).
Il comune di Taurisano confina a est con il comune di Ruffano, a sud con il comune di Presicce-Acquarica, a ovest e a nord con il comune di Ugento.
- Classificazione sismica: zona 4 (sismicità molto bassa).[6]

### Clima
Dal punto di vista meteorologico Taurisano rientra nel territorio del basso Salento che presenta un clima prettamente mediterraneo, con inverni miti ed estati caldo umide. In base alle medie di riferimento, la temperatura media del mese più freddo, gennaio, si attesta attorno ai +14,6 °C, mentre quella del mese più caldo, agosto, si aggira sui +36,7 °C. Le precipitazioni medie annue, che si aggirano intorno ai 225 mm, presentano un minimo in primavera-estate ed un picco in autunno-inverno.
Facendo riferimento alla ventosità, i comuni del basso Salento risentono debolmente delle correnti occidentali grazie alla protezione determinata dalle serre salentine che creano un sistema a scudo. Al contrario le correnti autunnali e invernali da sud-est, favoriscono in parte l'incremento delle precipitazioni, in questo periodo, rispetto al resto della penisola.
| Taurisano                  | Mesi | Mesi | Mesi | Mesi | Mesi | Mesi | Mesi | Mesi | Mesi | Mesi | Mesi | Mesi | Stagioni | Stagioni | Stagioni | Stagioni | Anno |
| Taurisano                  | Gen  | Feb  | Mar  | Apr  | Mag  | Giu  | Lug  | Ago  | Set  | Ott  | Nov  | Dic  | Inv      | Pri      | Est      | Aut      | Anno |
| -------------------------- | ---- | ---- | ---- | ---- | ---- | ---- | ---- | ---- | ---- | ---- | ---- | ---- | -------- | -------- | -------- | -------- | ---- |
| T. max. media (°C)         | 17,1 | 18,9 | 22,0 | 26,1 | 30,5 | 35,9 | 38,8 | 39,0 | 36,1 | 30,5 | 24,1 | 18,7 | 18,2     | 26,2     | 37,9     | 30,2     | 28,1 |
| T. min. media (°C)         | 12,1 | 14,8 | 17,0 | 19,8 | 25,0 | 27,9 | 31,2 | 33,8 | 30,0 | 24,0 | 17,6 | 14,0 | 13,6     | 20,6     | 31,0     | 23,9     | 22,3 |
| Precipitazioni (mm)        | 41   | 33   | 20   | 10   | 1    | 0    | 0    | 0    | 9    | 22   | 45   | 44   | 118      | 31       | 0        | 76       | 225  |
| Umidità relativa media (%) | 79,0 | 78,9 | 78,6 | 77,8 | 75,7 | 71,1 | 68,4 | 70,2 | 75,4 | 79,3 | 80,8 | 80,4 | 79,4     | 77,4     | 69,9     | 78,5     | 76,3 |

- Classificazione climatica di Taurisano:[8]
  - Zona climatica: C
  - Gradi giorno: 1 340

## Origini del nome
Alcuni storici, tra i quali Gerhard Rohlfs, ritengono che il toponimo derivi da Taurisius o Taurisianus, in riferimento ad un centurione romano di nome Taurus che qui avrebbe fondato una villa rustica dopo la conquista romana del Salento. Secondo Giacomo Arditi, Taurisano in età messapica e romana era un luogo di allevamento e commercio di tori sani taurus sanus. Secondo altri il nome deriverebbe da quello
di Adelasia de Tauro (de Taurisano), nobildonna che avrebbe fondato un castello intorno al quale sarebbe sorto l'abitato nella seconda metà del XIII secolo. Più recentemente è stata avanzata l'ipotesi di un'origine dalla radice preindoeuropea "Taur", col significato di altura, considerate le fattezze del territorio, su cui insistono i cordoni collinari delle serre salentine.

## Storia
La presenza di monumenti megalitici e il rinvenimento di manufatti dell'industria neo-eneolitica, frammenti di ossa umane e di Bos primigenius, selci levigate, fanno supporre che l'antropizzazione del territorio taurisanese si possa considerare avvenuta già tra il XV e il XIV millennio a.C.

Dopo l’invasione saracena della città, i primi documenti che attestano la presenza dei casali di Taurisano risalgono alla fine del XII secolo, durante la dominazione normanna. Nel 1191 Tancredi d'Altavilla infeudò Taurisano alla famiglia Monteroni, nella persona di Filiberto. I Monteroni detennero il feudo sino al 1265 e successivamente dal 1444 al 1536. Con l'arrivo degli Svevi, Federico II cedette il Principato di Taranto e la baronia di Taurisano al figlio Manfredi. Nel 1266, con la sconfitta di Manfredi nella Battaglia di Benevento, i D'Angiò, appoggiati da Papa Clemente IV, subentrarono al governo del Regno di Napoli. Gli Angioini nominarono Barone del casale di Taurisano Hugo de Tauro o de Taurisano. Successivamente fu infeudato ai De Brienne, ai Del Balzo e ai D'Aragona. In seguito, con Carlo V, il casale e la Contea di Castro furono concessi ad Antonio Mercurino, marchese di Gattinara, il cui dominio e quello dei suoi successori durò fino alla metà del XVII secolo. Nel 1663 Taurisano fu acquistato dallo spagnolo Bartolomeo Lopez y Royo. Dalla fine del Seicento, e per tutto il Settecento, il feudo cadde in miseria, a causa di un'agricoltura arretrata, dei possedimenti terrieri concentrati nella proprietà di pochi (Nobili e Chiesa), di epidemie e di carestie. Nel 1692, da Baronia, Taurisano fu trasformato in ducato, e di conseguenza i Lopez y Royo si fregiarono del titolo di duchi. Questi rimasero in pieno possesso del feudo sino al 1806, quando Giuseppe Bonaparte emanò le leggi eversive della feudalità. Il governo cittadino venne affidato al Decurionato locale e quindi al consiglio comunale.
Dagli inizi dell'Ottocento, svariati nuclei familiari, provenienti da diverse zone della penisola salentina, si stabilirono nel paese per occuparsi delle attività estrattive nelle cave di pietra, della produzione della calce nelle fornaci e della produzione di olio, vino e cotone.

### Simboli
Stemma
(D.P.R. 26 marzo 1985)
Gonfalone
(D.P.R. 26 marzo 1985)
Bandiera
(D.P.R. 04.11.2003)

## Monumenti e luoghi d'interesse

### Architetture religiose

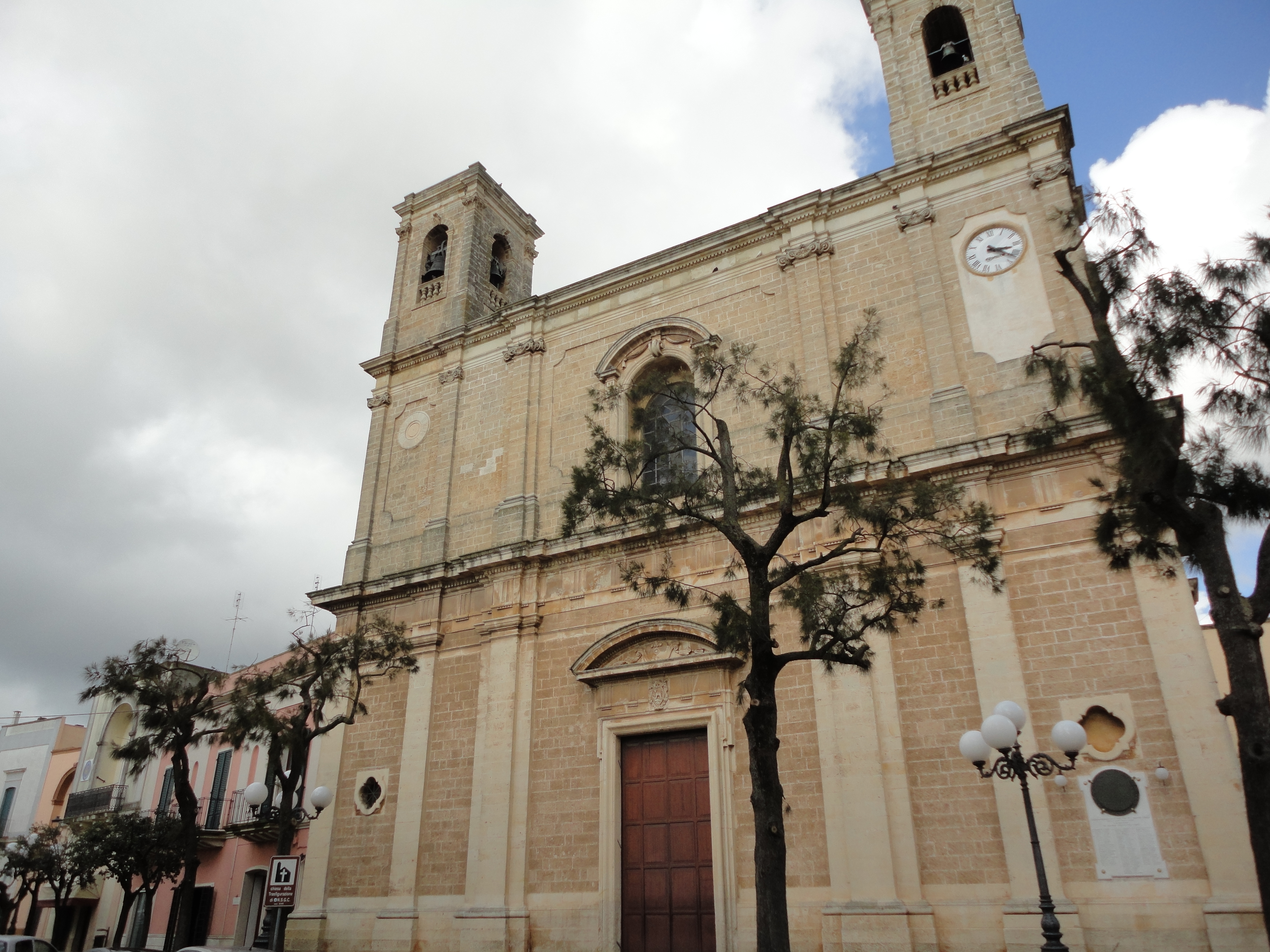
Chiesa della Trasfigurazione

- Chiesa della Trasfigurazione di Nostro Signore Gesù Cristo, fu edificata tra il 1803 e il 1820, in sostituzione di un altro tempio sacro cinquecentesco. In origine, il sito dell'attuale chiesa era occupato da un edificio della seconda metà del XIII secolo, intitolato a San Salvatore, che doveva costituire la cappella palatina del castello.[17] La facciata, compresa tra due torri campanarie, si sviluppa in due ordini scanditi da lesene. Sull'architrave della porta d'ingresso è inserito lo stemma civico di Taurisano. L'interno, articolato su un impianto a croce latina con navata unica, presenta una copertura a crociera interamente affrescata con festoni e arabeschi.[18] La navata e il transetto accolgono gli altari dedicati a Santa Lucia, a Sant'Antonio da Padova, alle Anime del Purgatorio, a San Vito, alla Pietà, alla Sacra Famiglia, a Santo Stefano protomartire e alla Madonna del Rosario. Questi furono realizzati tra il 1838 e il 1840, eccetto gli altari di Sant'Antonio da Padova, eretto nel 1815, e del Rosario del 1885. Le relative tele provengono quasi tutte dall'antica parrocchiale. In corrispondenza dei bracci si innalza una cupola a base circolare, ricoperta esternamente con mattonelle policrome smaltate. Il presbiterio ospita l'altare maggiore in pietra leccese e il coro, sovrastato dalla cantoria su cui è impostato un organo a canne. A sinistra dell'altare maggiore è presente la cappella del Santissimo Sacramento dell'eucaristia, sulla cui parete absidale è raffigurato il Cristo tra due stuoli di Serafini proni, preceduti da San Francesco d'Assisi e San Domenico di Guzmán.[19][20]

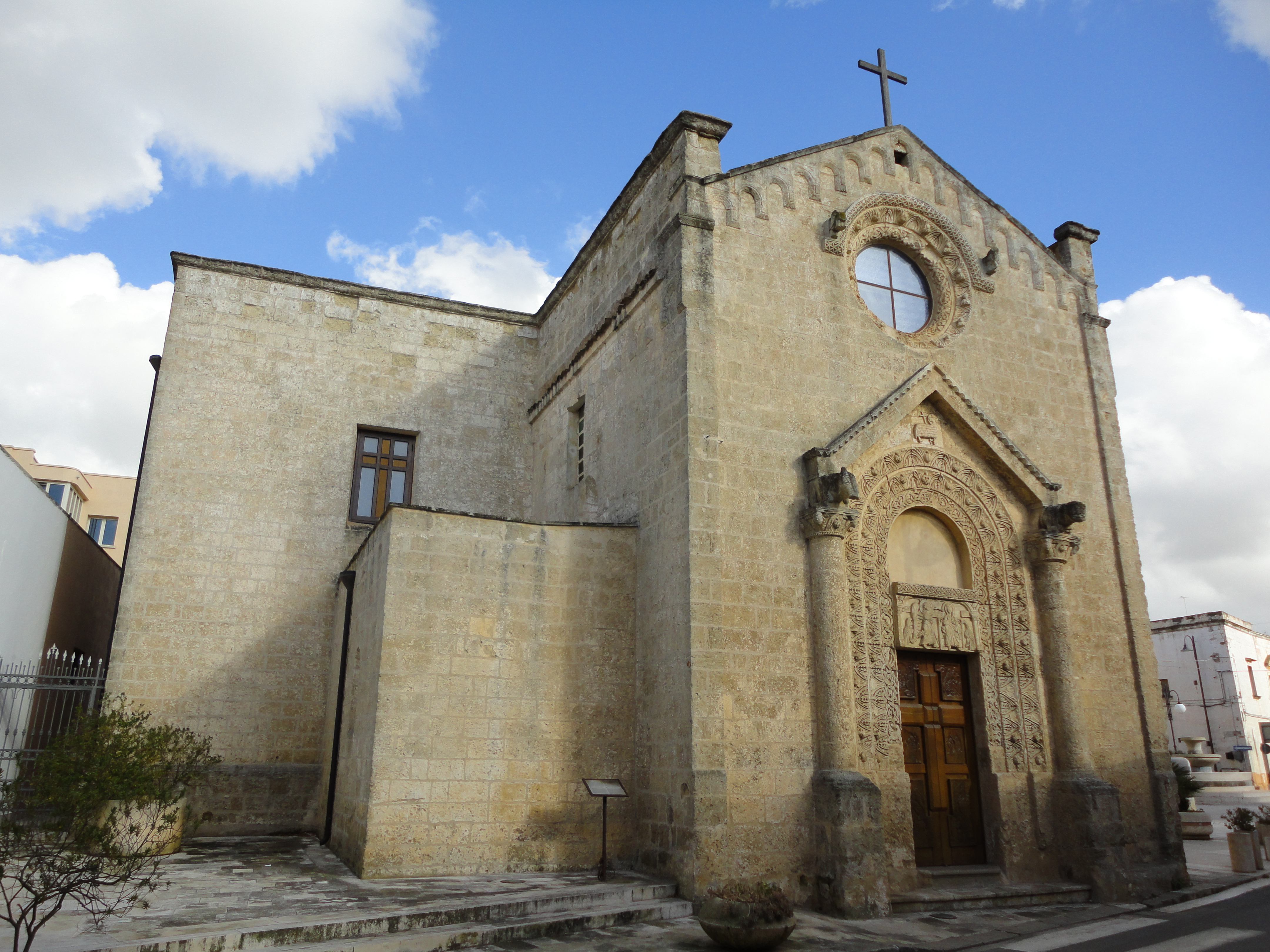
Chiesa di Santa Maria della Strada

- Chiesa di Santa Maria della Strada, fu edificata tra la metà del XIII e gli inizi del XIV secolo. In stile romanico pugliese, è il risultato di un'evoluzione volumetrico-spaziale protrattasi fino al XX secolo. La struttura originaria era costituita da un'unica navata con tetto a capriata, a cui in epoche successive furono aggiunte le volte in muratura (1755) e la navata a settentrione con volta a vela (XVII secolo). Nel corso del Novecento fu costruito un ambiente adibito a sacrestia. La facciata è impreziosita da un rosone e da un portale inquadrato tra due colonne su alti plinti e sormontate da capitelli, che sorreggono due animali accovacciati, un leone e un toro, dai quali si innestano i bracci della cuspide realizzando una specie di protiro. Sull'architrave monolitica del portale è raffigurata in bassorilievo la scena dell'Annunciazione. A coronamento di tutta la chiesa corre lungo il perimetro la decorazione di archetti pensili. Lateralmente, sotto il campanile a vela settecentesco, è presente una meridiana bizantina con le ore indicate in greco ed in latino. Addossata al lato settentrionale della chiesa è la cappella dell'Annunciazione, corredata da affreschi (XVI secolo). Tracce di affreschi databili tra i secoli XIV e XVI sono presenti sui muri interni della chiesa.[21]

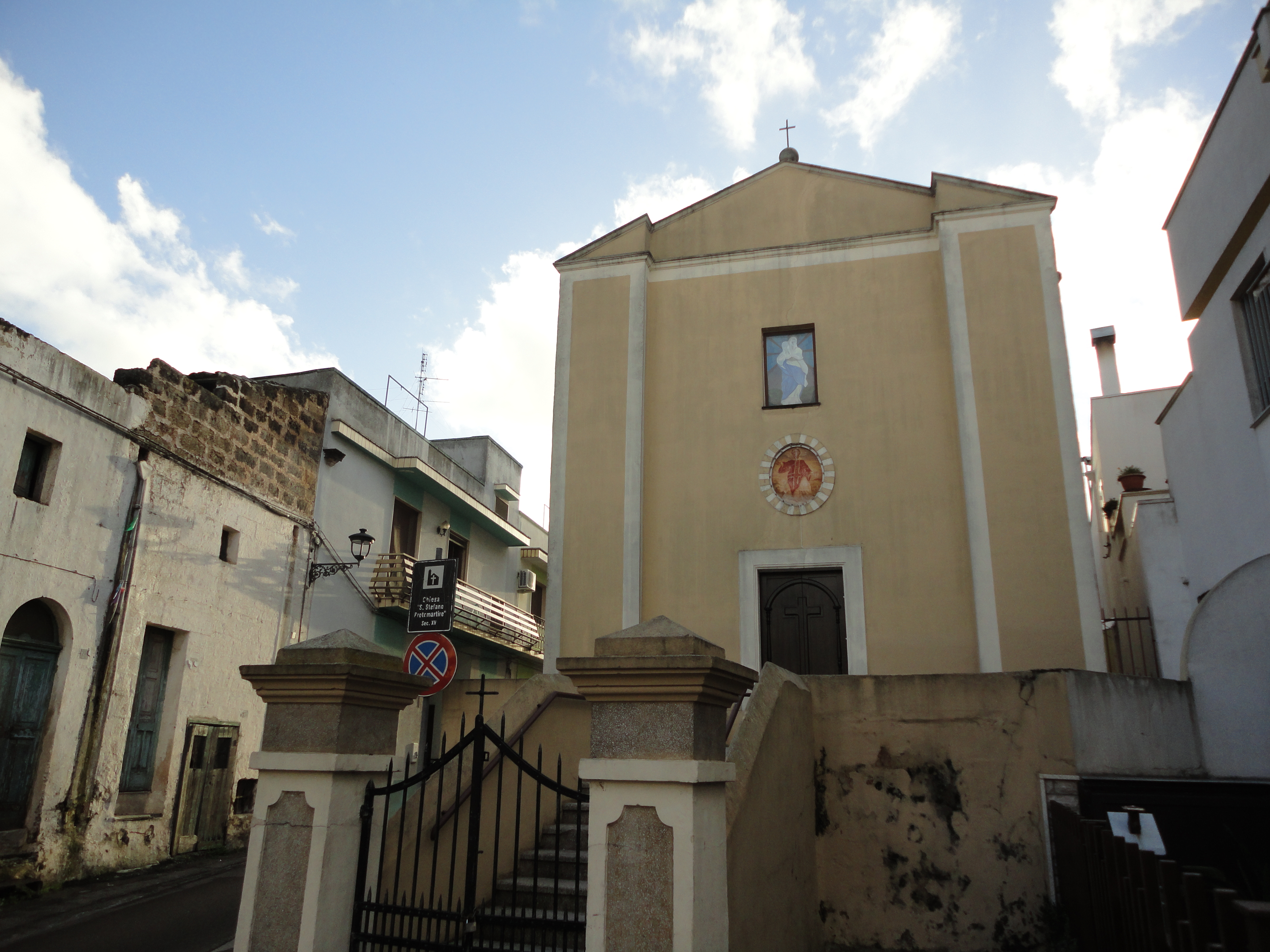
Chiesa di Santo Stefano

- Chiesa di Santo Stefano protomartire, affonda le sue origini nel periodo bizantino, risale al XV secolo. Fu riedificata nel 1654 e successivamente rifatta nel 1796. Presenta una semplice facciata monocuspidata secondo lo stile architettonico neoclassico, inquadrata fra due robuste paraste. Fra portale d'ingresso e finestrone rettangolare posti in asse, è inserita una nicchia ovoidale nella quale è affrescata l'immagine di Santo Stefano. In posizione arretrata si innalza il campanile a pianta quadrata del 1892, sulla cui sommità è collocata una statuetta del santo. L'interno, a navata unica con volta a spigolo, è scandito in tre campate da sei pilastri, tre su ogni lato. Nella zona absidale è presente l'altare maggiore, realizzato in stucco e pietra leccese, decorato con volute, motivi vegetali e teste angeliche. La chiesa, sede della prima parrocchia del paese dalla seconda metà del XV secolo alla fine del XVI secolo, custodisce le statue di Santo Stefano (1844), dell'Immacolata (XVII secolo), dell'Addolorata e del Cristo morto, deposto in una bara di vetro.[22][23]

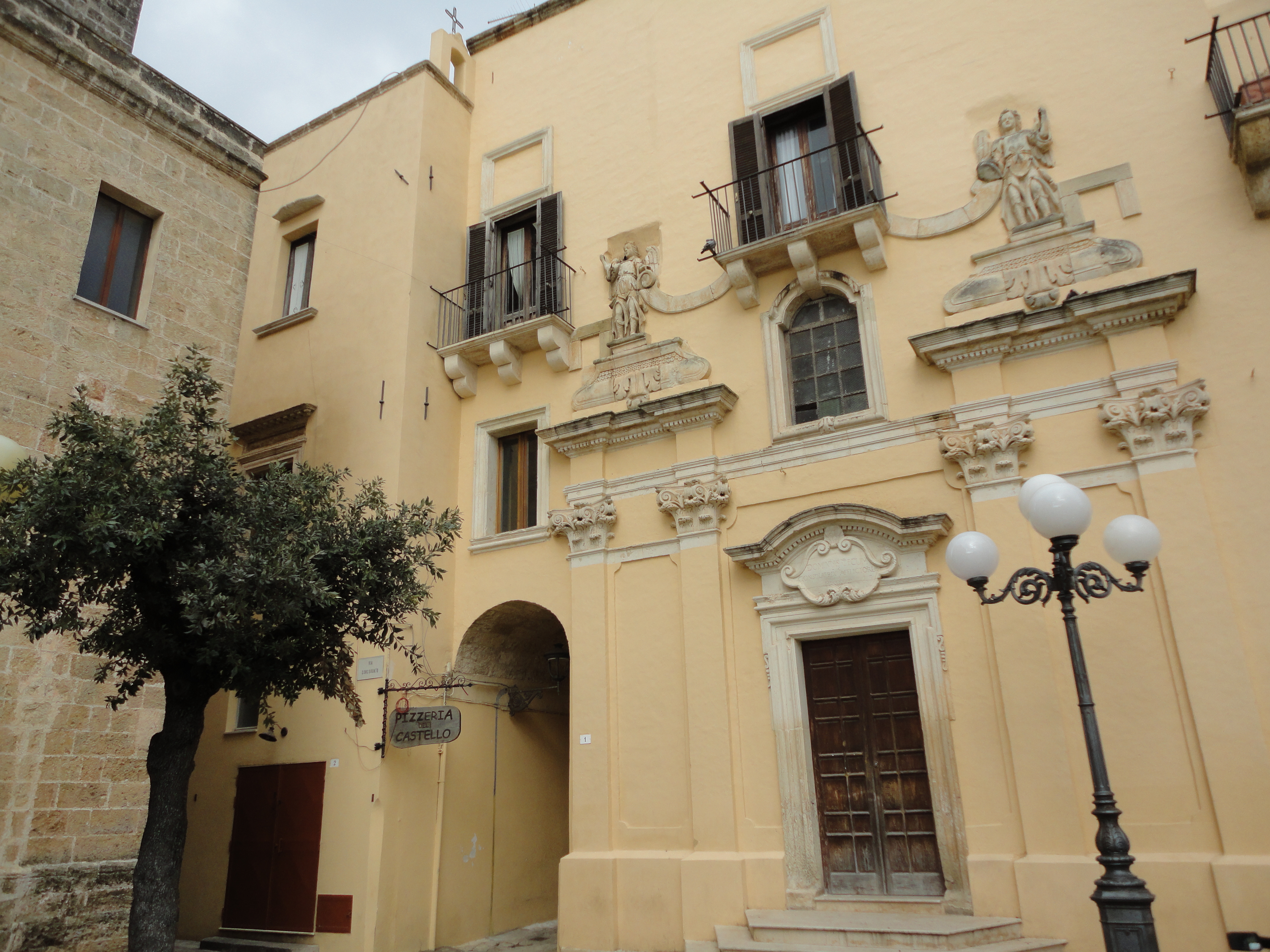
Chiesa di San Nicola o della Consolata

- Chiesa di San Nicola o della Consolata, fu edificata nel 1733 da Bartolomeo Lopez y Royo ed è accorpata al Palazzo Ducale, del quale in passato ne costituì la cappella gentilizia.[24] La facciata, inserita nel prospetto del palazzo, è scandita da due ordini di lesene con capitelli corinzi. Al centro si apre il portale d'ingresso, sul cui architrave è inserito una lapide con l'incisione Dominus Tecum Consolatrix Afflictorum MDCCXXXIII. Completano la facciata due altorilievi raffiguranti gli arcangeli Michele e Raffaele. L'interno, ad aula unica con volta a crociera, è dotato di un barocco altare maggiore caratterizzato da due colonne tortili corinzie, decorate con scanalature irregolari fregiate di foglie d'acanto. Sono presenti due statue settecentesche in cartapesta della Madonna Desolata e della Vergine della Consolazione. Sulla controfacciata è presente un'epigrafe in latino che ricorda la consacrazione della chiesa avvenuta nel 1878 ad opera del pontefice Leone XIII.[25]

#### Altre chiese
- Ruderi della cappella bizantina di San Donato, anticamente Sant'Antonio Abate (VII-VIII secolo)
- Grotta di Santa Lucia (XI-XV secolo)[26] e Cappella di Santa Lucia (1977)
- Cappella di San Sebastiano (1556)
- Cappella del SS. Crocefisso (1904)[27]
- Cappella di Santa Maria Goretti (1952)
- Cappella della Madonna di Leuca (1960)

### Architetture civili

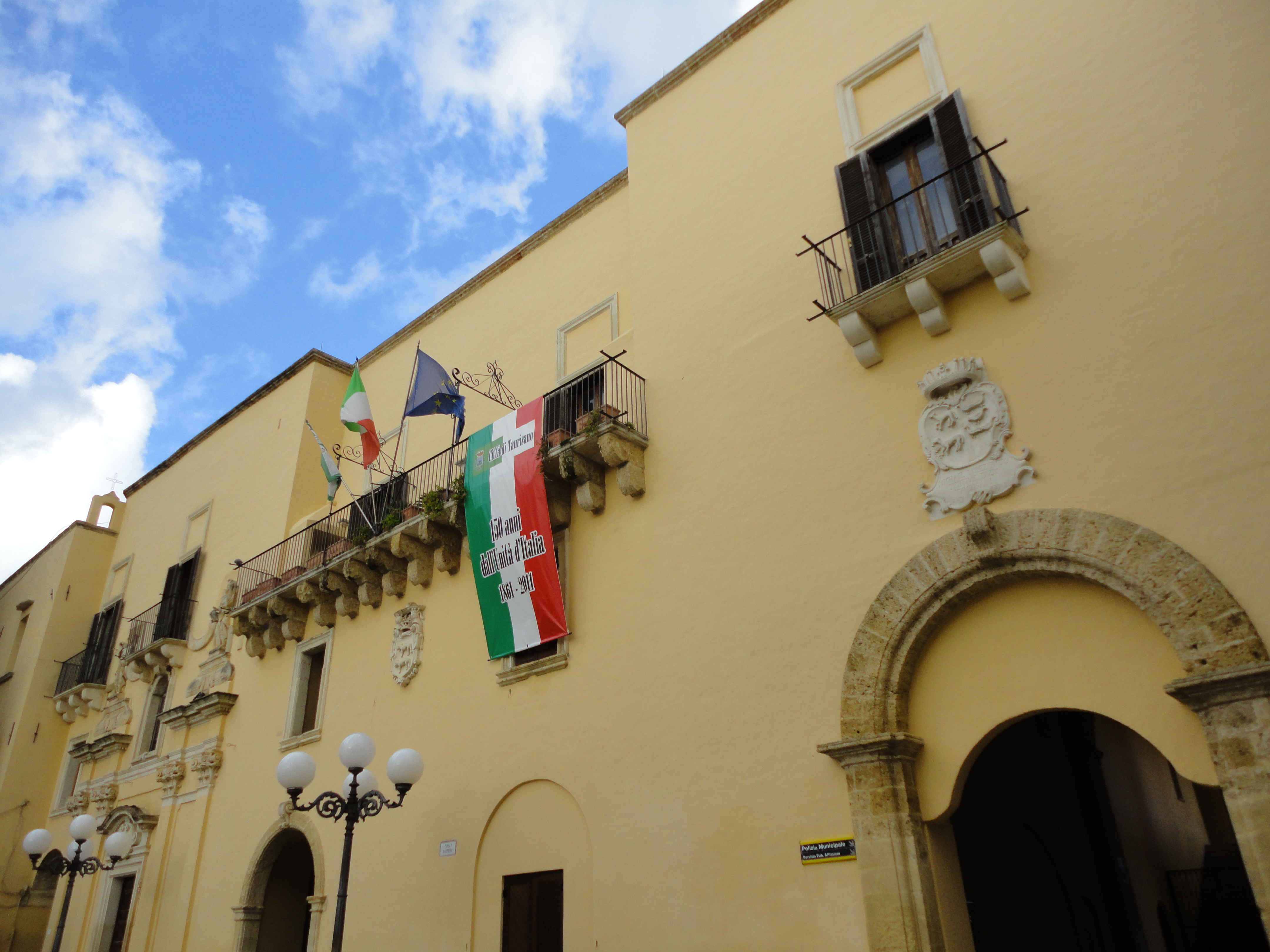
Palazzo Ducale

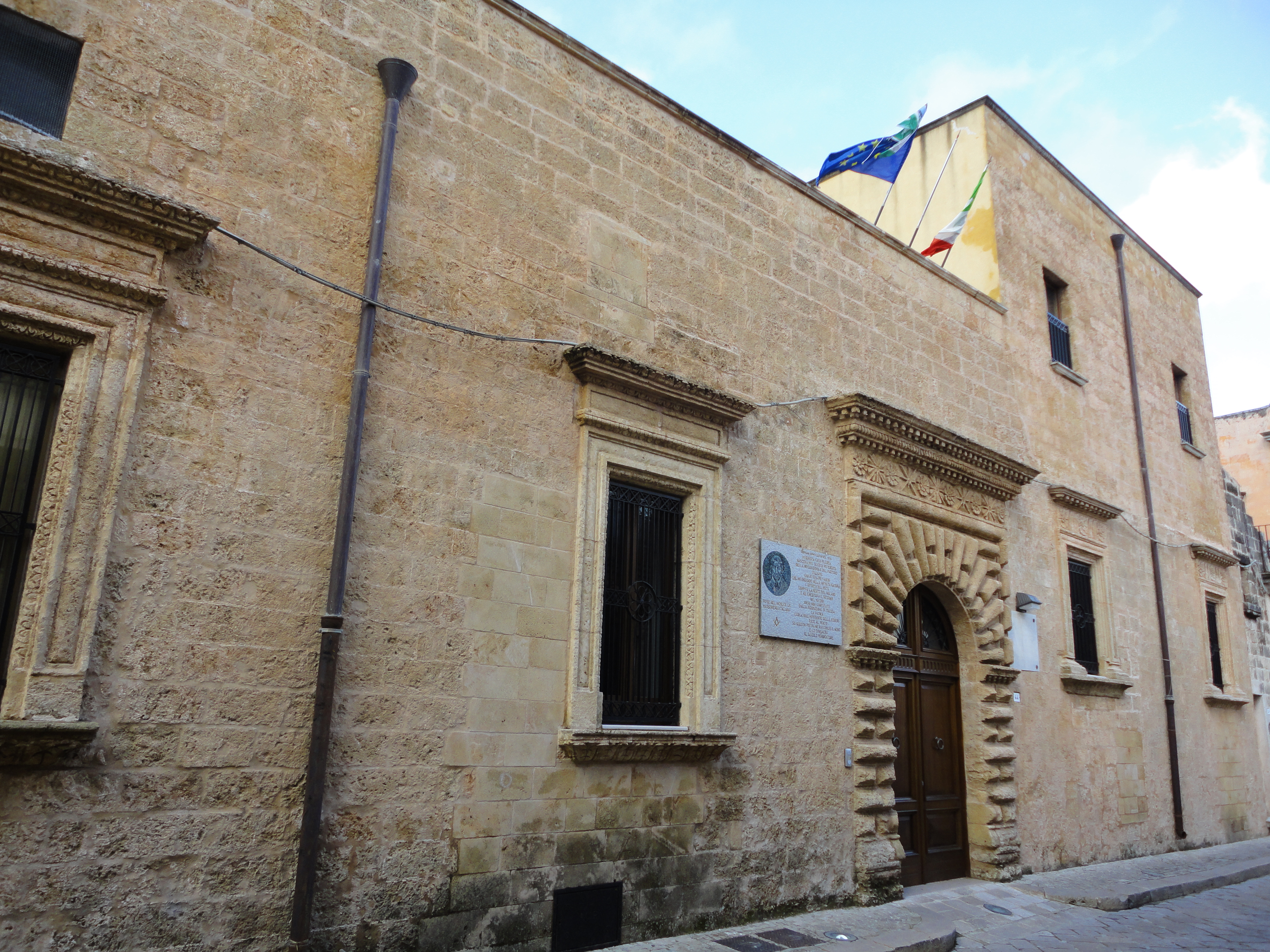
Casa natale di Giulio Cesare Vanini

- Palazzo Ducale, è stato costruito in due riprese nel 1733 e nel 1770. Sorge sulle fondamenta di un castello a recinto fortificato di epoca angioina ed eretto nel XIII secolo dalla famiglia feudataria De Taurisano. L'elemento architettonico più importante dell'edificio è la torre cinquecentesca dei Gattinara Lignani con merlatura guelfa, che è la preesistenza più antica del complesso del vecchio castello dove si conserva una originale finestra-edicola in pietra leccese, decorata con elementi naturalistici, e la presenza di volti umani di epoca tardo medioevale. La facciata, che prospetta sulla principale Piazza con un pregevole balcone a mensole centrale, è impreziosita da alcuni portali con bassorilievi tardobarocchi raffiguranti soggetti floreali, la croce dell'Ordine dei Cavalieri di Malta e gli stemmi di alcune casate feudali di Taurisano. Gli ambienti interni sono completamente decorati con tempere. Il palazzo è sede del Municipio di Taurisano.[28]
- Casa natale di Giulio Cesare Vanini, la casa natale del filosofo Giulio Cesare Vanini risale alla metà del XVI secolo. Della struttura originaria rimane solo il corpo centrale. La casa si compone di un androne con volta a crociera, al quale si accede da un portale in carparo lavorato a bugnato e decorato con motivi geometrici e floreali. Dall'atrio si accede ai vani interni, posti sui due lati dell'ingresso, voltati a botte o a spigolo alla leccese. Annessa alla casa vi era la cappella di famiglia intitolata a Sant'Antonio da Padova, rimossa nel XIX secolo.[29]
- Fontana monumentale della Circolare Giotto. Fu costruita nel 1984, dove fino al 1958 c'era l'immenso Bosco della Corte che, secondo alcuni studiosi, esisteva da circa mille anni. Delle piante plurisecolari di quel bosco rimangono solo alcuni esemplari di leccio.[30]

#### Altri palazzi
| - Palazzo Coronisio (XVII secolo) - Palazzo Ponzi (XIX secolo) - Palazzo Romasi-De Giorgi (XVI secolo) - Palazzo Calvano (1578) - Palazzo Casto (1768) - Palazzo Colona (XVIII secolo) - Palazzo Titina Lopez y Royo (XIX – XX secolo) |  | - Palazzo Filippo Lopez y Royo (XIX secolo) - Palazzo Casto (1768) - Palazzo Stasi (XIX secolo) - Palazzo Potenza (XIX secolo) - Villa Lopez y Royo – Pepe (XIX secolo) - Villa Ponzi (XX secolo) - Villa - Fattoria La Quercia (XIX secolo) |

#### Pietre d'inciampo
A Taurisano sono state posate 8 pietre d'inciampo, su iniziativa di Andrea Micaletto autore del libro Albo degli IMI Taurisanesi, dell'assessore alla cultura Quintino Rizzello e con la collaborazione dell'Associazione Nazionale Combattenti e Reduci sez. di Taurisano

### Siti archeologici

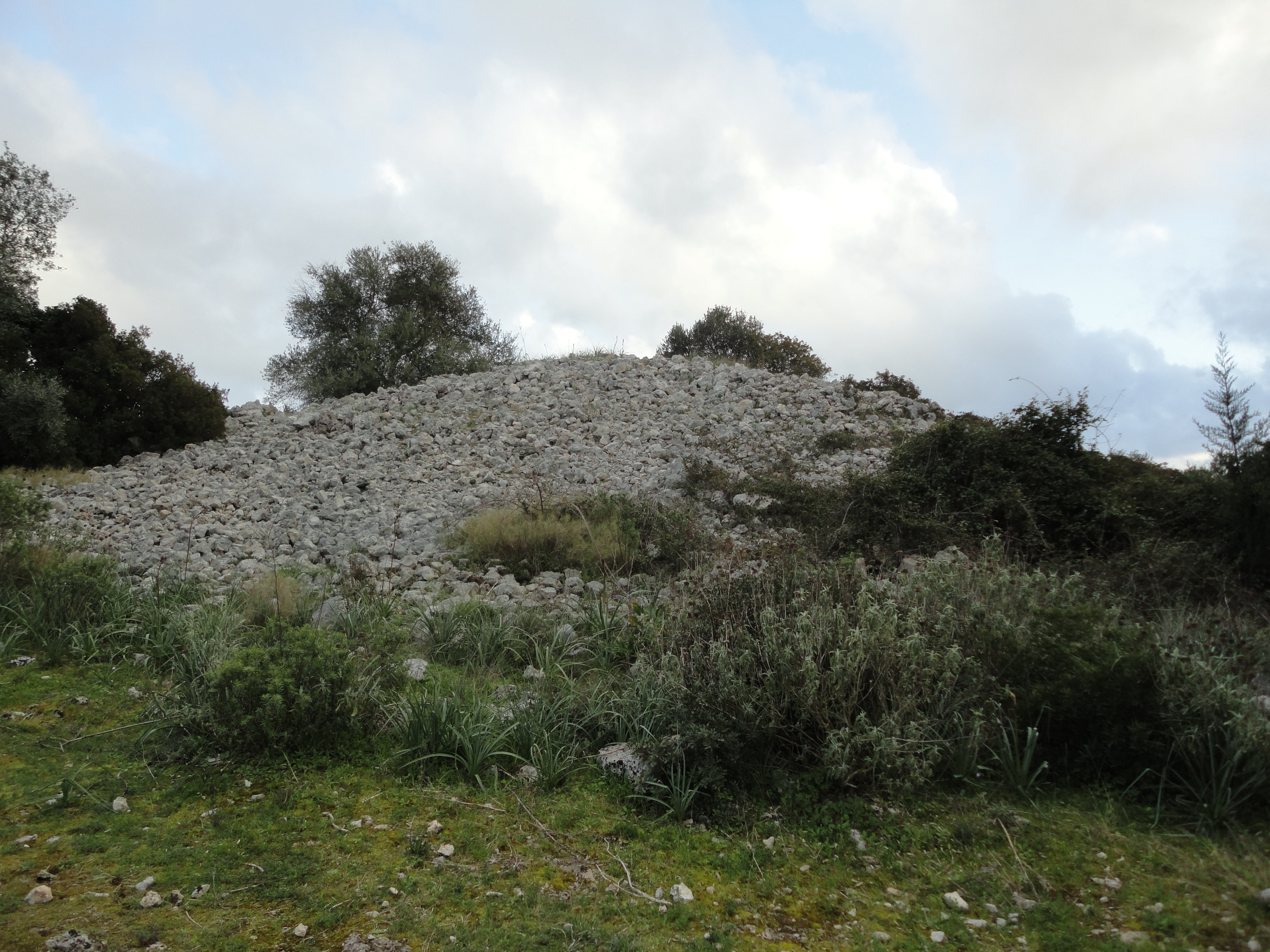
Specchia Silva

- Specchia Silva, è un manufatto megalitico realizzato con la sovrapposizione a secco di lastre calcaree provenienti dallo spietramento a mano del territorio circostante. Rappresenta l'unica superstite delle specchie del territorio di Taurisano (le altre sei esistenti sono andate completamente distrutte nel tempo).[31] Per la loro posizione, dominante rispetto al territorio circostante, e per le caratteristiche costruttive, si è avanzata l'ipotesi di una funzione di avvistamento, suffragata dallo sviluppo in altezza. Altre ipotesi tendono a riconoscere una funzione sepolcrale di queste opere. Specchia Silva si solleva dal suolo come un cono dal vertice smussato per un'altezza di oltre 10 metri. Tuttavia, il monumento è ridotto a un terzo della consistenza originaria. Gran parte delle pietre calcaree che costituivano la specchia furono utilizzate tra la fine dell'Ottocento e per buona parte della metà del Novecento come materia prima per la produzione della calce.[32]
- Menhir Sajetti, venne scoperto in contrada Saglietti nel 1985 e ricollocato nel cortile di uno dei due istituti di istruzione secondaria di primo grado del paese. Si tratta del troncone superiore del menhir originario. È costituito da un blocco monolitico (70 × 60 cm) di forma cilindrica con altezza di circa 1 m. Presenta una croce graffita e una buca in sommità.[33]

## Società

### Evoluzione demografica
Abitanti censiti

### Etnie e minoranze straniere
Al 31 dicembre 2017 a Taurisano risultano residenti 128 cittadini stranieri. Le nazionalità principali sono:

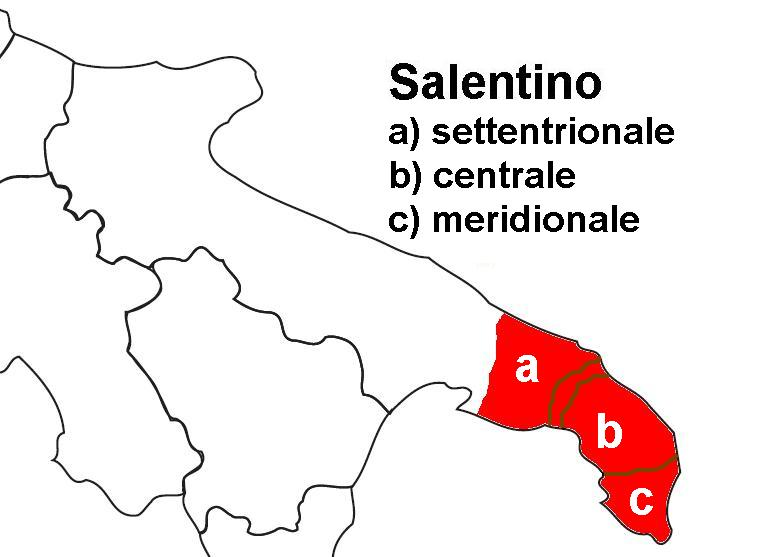
Diffusione del dialetto salentino

- Romania - 32
- Bulgaria - 22

### Lingue e dialetti
Il dialetto parlato a Taurisano è il dialetto salentino nella sua variante meridionale. Il dialetto salentino, appartenente alla famiglia delle lingue romanze e classificato nel gruppo meridionale estremo, si presenta carico di influenze riconducibili alle dominazioni e ai popoli stabilitisi in questi territori nei secoli: messapi, greci, romani, bizantini, longobardi, normanni, albanesi, francesi, spagnoli.

### Tradizioni e folclore
- Madonna di Leuca - Seconda domenica di aprile
- San Giuseppe - 1º maggio
- Ss. Crocifisso - 3 maggio
- Madonna Ausiliatrice - Quarta domenica di maggio
- Santi Apostoli Pietro e Paolo - 29 giugno
- Ss. Martiri Giovanni Battista e Maria Goretti - Prima domenica di luglio
- Festa di Santo Stefano - dal 1º al 4 agosto

La festa del patrono Santo Stefano protomartire si svolge il 3 agosto, secondo il calendario della chiesa ortodossa. 
Il culto per Santo Stefano è stato introdotto in Taurisano con ogni probabilità dai monaci italo-greci nella prima metà dell'XI secolo. Al santo protomartire è intitolata la prima chiesa parrocchiale del paese. La tradizione lo vuole protettore contro il lancio di pietre, e quindi dei fornaciari o addetti alla "carcara" (arte molto antica della produzione di calce e fino a qualche anno fa attività economica locale molto importante) e a protezione delle colture dalle grandinate.
- Madonna della Strada - 8 settembre

## Cultura

### Istruzione

#### Biblioteche
- Biblioteca Comunale "Antonio Corsano"[36][37]

#### Scuole
Nel comune di Taurisano hanno sede due circoli didattici, raggruppanti Scuole dell'infanzia e Scuole primarie, due scuole secondarie di primo grado. È presente inoltre una scuola secondaria di secondo grado, sede succursale dell'Istituto d'Istruzione Superiore di Casarano (Indirizzi: Abbigliamento e moda, Servizi sociali).

## Economia
Dopo la fine del secondo conflitto mondiale, in conseguenza di una forte emigrazione, si sono verificati vistosi cambiamenti che hanno inciso principalmente sull'economia locale, in quanto con le rimesse dell'emigrazione c'è stata una forte espansione del lavoro nel campo dell'edilizia e dei settori indotti. Il territorio si distingue anche per la qualità della produzione artigianale legata alla lavorazione del ferro battuto, del legno, della pietra leccese, della cartapesta. Un considerevole apporto all'occupazione è dato dall'industria alimentare, tessile e calzaturiera.
Dal 1971 è presente un'azienda dell'industria alimentare nel settore dei Wurstel, Scarlino,famosa nel Mezzogiorno (Italia) per i wurstel

## Infrastrutture e trasporti

### Strade
I collegamenti stradali che interessano il comune sono:
- Strada statale 101 Salentina di Gallipoli, Lecce-Gallipoli;
- Strada statale 274 Salentina Meridionale, Gallipoli-Santa Maria di Leuca, uscita Taurisano;
- Strada statale 16 Adriatica;
- Strada statale 275 di Santa Maria di Leuca, Maglie-Santa Maria di Leuca uscita Miggiano-Taurisano;
- Strada Provinciale 66, Taurisano-Ugento;
- Strada Provinciale 176, Taurisano-Ruffano;
- Strada Provinciale 360, Casarano-Taurisano-Acquarica del Capo,
- Strada Provinciale 374 (ex SS 474), Taurisano-Miggiano.

### Ferrovie
La cittadina è servita dalla stazione ferroviaria Ugento-Taurisano posta sulla linea Novoli-Gagliano del Capo gestita dalle Ferrovie del Sud Est.

## Amministrazione
Di seguito è presentata una tabella relativa alle amministrazioni che si sono succedute in questo comune.
| Periodo          | Periodo          | Primo cittadino         | Partito                                                               | Carica              | Note   |
| ---------------- | ---------------- | ----------------------- | --------------------------------------------------------------------- | ------------------- | ------ |
| 2 agosto 1988    | 2 settembre 1991 | Vincenzo Caroli         | Democrazia Cristiana                                                  | Sindaco             | [ 40 ] |
| 2 settembre 1991 | 12 ottobre 1991  | Vito Trono              | Democrazia Cristiana                                                  | Sindaco             | [ 40 ] |
| 12 ottobre 1991  | 13 agosto 1992   | Nicola Prete            |                                                                       | Comm. straordinario | [ 40 ] |
| 13 agosto 1992   | 16 gennaio 1994  | Antonio Stifani         | Partito Democratico della Sinistra                                    | Sindaco             | [ 40 ] |
| 26 marzo 1994    | 26 maggio 1994   | Stefano Stifani         |                                                                       | Sindaco             | [ 40 ] |
| 16 giugno 1994   | 21 novembre 1994 | Umberto Guidato         |                                                                       | Comm. pref.         | [ 40 ] |
| 21 novembre 1994 | 30 novembre 1998 | Giuseppe Claudio Leuzzi | Partito Popolare Italiano                                             | Sindaco             | [ 40 ] |
| 30 novembre 1998 | 10 luglio 2000   | Mario Manco             | centro-destra                                                         | Sindaco             | [ 40 ] |
| 10 luglio 2000   | 14 maggio 2001   | Daniela Lupo            |                                                                       | Comm. straordinario | [ 40 ] |
| 15 maggio 2001   | 30 maggio 2006   | Luigi Guidano           | centro-sinistra                                                       | Sindaco             | [ 40 ] |
| 30 maggio 2006   | 16 maggio 2011   | Luigi Guidano           | lista civica                                                          | Sindaco             | [ 40 ] |
| 16 maggio 2011   | 6 giugno 2016    | Lucio Di Seclì          |                                                                       | Sindaco             | [ 40 ] |
| 6 giugno 2016    | 4 ottobre 2021   | Raffaele Stasi          | lista civica Stasi Forza Italia Insieme per Taurisano NovaGenerazione | Sindaco             | [ 40 ] |
| 5 ottobre 2021   | in carica        | Luigi Guidano           | lista civica Ripartire INSIEME PD + M5S                               | Sindaco             |        |

### Gemellaggi
- Fregenal de la Sierra[41]

## Sport
Ha sede nel comune la società di calcio Virtus Taurisano che ha disputato campionati dilettantistici regionali.
A Taurisano è nato Salvatore Liscapade, ex pugile, campione italiano e sfidante al titolo europeo dei pesi superpiuma.